# Gharjan (gmina w Libii)
Gharjan (arab. غريان, Gharyān) – gmina w Libii ze stolicą w Gharjan. 
Liczba mieszkańców – 127 tys.
Kod gminy – LY-GR (ISO 3166-2).
Gharjan graniczy z gminami:
- Al-Dżifara – północ
- Tarhuna wa-Masalata – wschód
- Bani Walid – południowy wschód
- Mizda – południe
- Jafran wa-Dżadu – zachód